# Toxicologia aquática
Toxicologia aquática é um ramo da biologia que estuda os efeitos dos produtos químicos resultantes da poluição aquática nos organismos aquáticos.